# 纳尔乡
纳尔乡（藏語：སྣར་ང་，威利转写：snar nga），是中华人民共和国西藏自治区日喀则市桑珠孜区下辖的一个乡镇级行政单位。

## 行政区划
纳尔乡下辖以下地区：
帕仲村、苏东村、增村、纳杂村、德庆村、杂隆村、玉扎村、巴纳村、阿布村和知奴村。